# Двигуни PSA XU
|                   | |
| Виробник:         | PSA Peugeot Citroën |
| Тип:              | L4 |
| Робочий об'єм:    | 1,6 л (1 580 см3) 1,8 л (1 761 см3) 1,8 л (1 775 см3) 1,9 л (1 905 см3) 2,0 л (1 995 см3) 2,0 л (1 997 см3) 2,0 л (1 998 см3) см3 |
| Хід поршня:       | 73 мм (2,87 дюйм) 81,4 мм (3,20 дюйм) 82 мм (3,23 дюйм) 86 мм (3,39 дюйм) 88 мм (3,46 дюйм) 90 мм (3,54 дюйм) мм                  |
| Діаметр циліндра: | 83 мм (3,27 дюйм) 84 мм (3,31 дюйм) 85 мм (3,35 дюйм) 86 мм (3,39 дюйм) мм                                                        |

PSA XU — це сімейство двигунів внутрішнього згоряння, які використовуються в автомобілях Citroën і Peugeot. Він став домінуючим двигуном середнього розміру в продуктах Peugeot і Citroën протягом 1980-х і 1990-х років.
Конструкція XU була представлена в 1981 році з Peugeot 305. Це була конструкція чотирициліндрового двигуна типу SOHC або DOHC із двома або чотирма клапанами на циліндр, яка використовувала бензин як паливо. Застосовувався поперечно лише в передньопривідних автомобілях, нахилений на 30°. Робочий об'єм коливався від 1,6 до 2,0 л (1580 і 1998 куб. см), а всі серійні бензинові двигуни XU мали діаметр 83 або 86 мм (3,27 або 3,39 дюйма). У всіх моделях двигуна використовується алюмінієва головка блоку циліндрів. Блоки всіх моделей, крім XU10, виготовлені з литого алюмінієвого сплаву зі знімними чавунними мокрими гільзами циліндрів. Блоки XU10 виготовлені з чавуну, з отворами, виточеними безпосередньо в блоці, без знімних гільз циліндрів. Його перша поява Citroën була на Citroën BX у 1982 році, де він з’явився з об'ємом 1,6 л (1580 куб.см).
На зміну XU прийшло більш сучасне сімейство EW/DW.

## XU5
XU5 мав робочий об’єм 1,6 л (1580 куб.см), діаметр циліндрів і хід ходу 83 мм × 73 мм (3,27 дюйма × 2,87 дюйма). Усі двигуни XU5 були конструкції SOHC з 2 клапанами на циліндр. Вони використовували одно- або двоствольний карбюратор, або впорскування палива, залежно від моделі. Потужність коливається від 80–115 к.с. (59–85 кВт; 79–113 к.с.).
| Модель   | Об’єм                      | Примітки                       | Модель автомобіля                                                                                                |
| -------- | -------------------------- | ------------------------------ | --- |
| XU5 J    | 105 PS (77 кВт; 104 к. с.) | Пряме впорскування             | Peugeot 205 GTi 1.6, CTi 1.6 Citroën BX16 TRi Citroën Visa GTI                                                   |
| XU5 1C   | 80 PS (59 кВт; 79 к. с.)   | 1-bbl карбюратор               | Peugeot 205 Peugeot 309 GR, XR, SR and SX (-->88) Citroën BX 15 RE/TGE                                           |
| XU5 2C   | 92 PS (68 кВт; 91 к. с.)   | Подвійний карбюратор 2-bbl     | Peugeot 309 GR, XR, SR SX and XS 1.6 (89-->) Citroën BX 16 TRS Peugeot 405 SR, GR, GRX and GL                    |
| XU5 M3/Z | 89 PS (65 кВт; 88 к. с.)   | Пряме впорскування каталізатор | Peugeot 309 GR, XR Peugeot 405 GRi Peugeot 205 XS, GT, Roland Garros (1993) Citroën ZX                           |
| XU5 S    | 94 PS (69 кВт; 93 к. с.)   | Подвійний карбюратор 2-bbl     | Peugeot 305 GT (-->85)                                                                                           |
| XU5 JA   | 115 PS (85 кВт; 113 к. с.) | Пряме впорскування             | Peugeot 205 GTi 1.6 (86-->), CTi 1.6 (-->92) Peugeot 309 1.6 SRi Citroën Visa GTI 115ch (86-->) Citroën BX16 GTi |

## XU7
XU7 мав робочий об’єм 1,8 л (1762 куб.см), діаметр циліндрів і хід циліндрів 83 мм × 81,4 мм (3,27 дюйма × 3,20 дюйма). Усі двигуни XU7 використовували впорскування палива, також випускалася версія з 16 клапанами DOHC, XU7 JP4. Потужність коливалася від 90–112 к.с. (66–82 кВт; 89–110 к.с.).
| Модель  | Код | Об’єм                      | Примітки                        | Модель автомобіля                                                                                               |
| ------- | --- | -------------------------- | ------------------------------- | --- |
| XU7 JB  | LFX | 90 PS (66 кВт; 89 к. с.)   | Пряме впорскування, каталізатор | Citroën Berlingo, Citroën Xsara, Citroën Xantia from 1998 Peugeot 406 SR, Peugeot Partner                       |
| XU7 JP  | LFW | 99 PS (73 кВт; 98 к. с.)   | Пряме впорскування, каталізатор | Eurovans |
| XU7 JP  | LFZ | 101 PS (74 кВт; 100 к. с.) | Пряме впорскування, каталізатор | Citroën Xantia up to 1998, Citroën Xsara, Citroën ZX Peugeot 306, Peugeot 405, Peugeot Pars, IKCO Samand        |
| XU7 JP4 | LFY | 110 PS (81 кВт; 108 к. с.) | 16-клапанний DOHC, каталізатор  | Citroën Xantia, Citroën Xsara, Citroën ZX 1,8 16V Peugeot 306, Peugeot 406, Peugeot Pars ELX, IKCO Samand Sarir |
| XU7P    | XUP | 98 PS (72 кВт; 97 к. с.)   | Пряме впорскування, каталізатор | Peugeot Pars, IKCO Arisun 2, IKCO Soren Plus                                                                    |

## XU8
XU8 мав робочий об'єм 1,8 л (1775 куб.см), діаметр циліндрів і хід 83 мм × 82 мм (3,27 дюйма × 3,23 дюйма). Єдиним двигуном у цьому сімействі є 16-клапанний DOHC XU8 T з турбонаддувом, який встановлювався на Peugeot 205 Turbo 16.
| Модель | Об’єм                       | Примітки                | Модель автомобіля    |
| ------ | --------------------------- | ----------------------- | -------------------- |
| XU8 T  | 200 PS (147 кВт; 197 к. с.) | 16-клапанний DOHC турбо | Peugeot 205 Turbo 16 |

## XU9
XU9 був попередником XU10 і мав алюмінієвий блок із вологими залізними вкладишами. Мав робочий об’єм 1,9 л (1905 куб. см), діаметр циліндрів і хід циліндрів 83 мм × 88 мм (3,27 дюйма × 3,46 дюйма). Було випущено багато версій, від двоствольної карбюраторної 8-клапанної до 16-клапанної моделі DOHC з упорскуванням палива. Потужність коливалася від 105–160 к.с. (77–118 кВт; 104–158 к.с.).
| Модель   | Код         | Об’єм                       | Примітки                                         | Модель автомобіля                                              |
| -------- | ----------- | --------------------------- | ------------------------------------------------ | -------------------------------------------------------------- |
| XU9 S    | 159B / 159Z | 105 PS (77 кВт; 104 к. с.)  | Подвійний карбюратор 2 bbl, каталізатор          | Peugeot 305 GT and GTX Peugeot 309 1.9 GT                      |
| XU9 2C   |             | 110 PS (81 кВт; 108 к. с.)  | Подвійний карбюратор 2 bbl, каталізатор          | Peugeot 405 GR, SR and GLX                                     |
| XU9 4    | 159B        | 126 PS (93 кВт; 124 к. с.)  | Подвійний карбюратор 2 bbl                       | Citroën BX Sport                                               |
| XU9 J1   | DFZ         | 98 PS (72 кВт; 97 к. с.)    | Пряме впорскування, каталізатор                  | Peugeot 305 GTX                                                |
| XU9 J1/Z | DFZ         | 105 PS (77 кВт; 104 к. с.)  | Пряме впорскування, каталізатор                  | Peugeot 205 CTI, Automatic, Gentry Peugeot 309 автомат         |
| XU9 M    | DDZ         | 110 PS (81 кВт; 108 к. с.)  | Пряме впорскування, каталізатор                  | Peugeot 309 XS Peugeot 405 GRi, GRiX4                          |
| XU9 J2   |             | 125 PS (92 кВт; 123 к. с.)  | Пряме впорскування                               | Peugeot 405 SRi Citroën BX 19 GTi 8V                           |
| XU9 JA/K | D6E         | 130 PS (96 кВт; 128 к. с.)  | Пряме впорскування                               | Citroën ZX Volcane Peugeot 205 1.9 GTi Peugeot 309 1.9 GTi     |
| XU9 JA/Z | DKZ         | 122 PS (90 кВт; 120 к. с.)  | Пряме впорскування, каталізатор                  | Peugeot 205 1.9 GTi Cat Peugeot 309 1.9 GTi Cat                |
| XU9 J4   | D6C/L       | 160 PS (118 кВт; 158 к. с.) | Пряме впорскування 16-клапанний DOHC             | Citroën BX 19 GTi 16V Peugeot 405 Mi16 Peugeot 309 GTI-16      |
| XU9 J4/Z | DFW         | 148 PS (109 кВт; 146 к. с.) | Пряме впорскування 16-клапанний DOHC каталізатор | Citroën BX 16V Cat Peugeot 405 Mi16 Cat Peugeot 309 GTI-16 Cat |

## XU10
XU10 мав чавунний блок робочим об’ємом 2,0 л (1998 куб. см), діаметром циліндрів і ходом 86 мм (3,39 дюйма), що робить його квадратним двигуном. Було випущено багато версій, від двоствольної карбюраторної 8-клапанної до 16-клапанної моделі DOHC з уприскуванням палива та турбонаддувом. Потужність коливалася від 115–200 к.с. (85–147 кВт; 113–197 к.с.).
| Модель       | Код | Об’єм                              | Примітки                              | Модель автомобіля |
| ------------ | --- | ---------------------------------- | ------------------------------------- | --- |
| XU10 2C      | R2A | 115 PS (85 кВт; 113 к. с.) at 5800 | 8v - Подвійний карбюратор 2-bbl       | Citroën XM 2.0 Peugeot 605 2.0 |
| XU10 J2C/L   | RFX | 121 PS (89 кВт; 119 к. с.)         | 8v - Пряме впорскування, каталізатор  | Citroën Xantia I 2.0i Citroën ZX Volcane 2.0 Peugeot 306 XSi (-->97) Peugeot 405 SRi 2.0 Peugeot 605 (93-->)                                              |
| XU10 J2      | R6A | 131 PS (96 кВт; 129 к. с.)         | 8v - Пряме впорскування               | Citroën Xantia I 2.0i Peugeot 605 SRi (select markets) |
| XU10 J2U     | RFW | 109 PS (80 кВт; 108 к. с.)         | 8v - Пряме впорскування, каталізатор  | Citroën Jumper 2.0i (-->2002) Peugeot Boxer 2.0i (-->2002) Fiat Ducato 2.0 i.e. (-->2002)                                                                 |
| XU10 J2U     | RFL | 110 PS (81 кВт; 108 к. с.)         | 8v - Пряме впорскування, каталізатор  | Citroën Jumper 2.0i (2002-->) Peugeot Boxer 2.0i (2002-->) Fiat Ducato 2.0 i.e. (2002-->)                                                                 |
| XU10 J2TE    | RGY | 141 PS (104 кВт; 139 к. с.)        | 8v - турбо, каталізатор               | Citroën XM 2.0 Турбо CT Peugeot 605 2.0 Turbo |
| XU10 J2TE    | RGX | 147 PS (108 кВт; 145 к. с.)        | 8v - турбо, каталізатор               | Citroën XM 2.0 Turbo CT Citroën Xantia 2.0 Turbo CT Peugeot 406 SRi Turbo Peugeot 605 2.0 Turbo Eurovans                                                  |
| XU10 J4D/Z   | RFT | 150 PS (110 кВт; 148 к. с.)        | 16-клапанний DOHC, каталізатор        | Citroën ZX Coupé Citroën Xantia I Peugeot 306 S16 Peugeot 405 Mi16 mkII (94-->)                                                                           |
| XU10 J4R/L3  | RFV | 134 PS (99 кВт; 132 к. с.)         | 16-клапанний DOHC, каталізатор        | Citroën Evasion Citroën XM (98-->) Citroën Xantia Citroën Xsara Exclusive Fiat Ulysse Lancia Zeta Peugeot 306 Peugeot 406 (-->99) Peugeot 806 Peugeot 605 |
| XU10 J4RS/L3 | RFS | 166 PS (122 кВт; 164 к. с.)        | 16-клапанний DOHC, каталізатор        | Citroën ZX Dakar Citroën Xsara VTS Peugeot 306 Rallye Peugeot 306 GTI6                                                                                    |
| XU10 J4TE    | RGZ | 196 PS (144 кВт; 193 к. с.)        | 16-клапанний DOHC, турбо, каталізатор | Peugeot 405 T16 турбо 4x4 |
| XU10 J4/L/Z  | RFY | 152 PS (112 кВт; 150 к. с.)        | 16-клапанний DOHC, каталізатор        | Peugeot 405 Mi16 Citroën ZX 16v Peugeot 306 S16 |